# سیارک ۱۶۴۷۹
سیارک ۱۶۴۷۹ (به انگلیسی: 16479 Paulze، نامگذاری:1990QK7) شانزده هزار و چهارصد و هفتاد و نهمین سیارک کشف شده‌است که در ۲۰ اوت ۱۹۹۰ کشف شد.
قدر مطلق سیارک برابر ۳۰.۹ است.